# Colla parte
Colla parte, (abrégé cp ; en italien : « avec la partie ») est une abréviation musicale, à l'origine dans une pièce chorale, qui indique que l'accompagnement instrumental est identique à la voix. Les instruments servent de supports aux parties vocales ou remplacent les voix manquantes. Les polyphonies vénitiennes sont un bon exemple de colla parte, ainsi que le motet.
Dans un sens plus large et plus récent, le terme colla parte est également utilisé si l'accompagnement d'une voix principale seule et indépendante (opéra, cantate) doit s'adapter au rythme, au tempo et à l'expression.
En tant qu'abréviation sur une partition, colla parte indique qu'une voix de la ligne mélodique doit être accompagnée d'une flûte ou d'un premier violon sans qu'il soit nécessaire de l'écrire.